# Ordem do Herói do Trabalho Socialista
A Ordem do Herói do Trabalho Socialista (em servo-croata:  Orden junaka socijalističkog rada / Орден јунака социјалистичког рада, em esloveno:  Red junaka socialističnega dela, em macedônio/macedónio:  Орден на јунак на социјалистичката работа) foi a quarta maior condecoração concedida na República Socialista Federativa da Iugoslávia.   Foi concedido a cidadãos, empresas e equipes esportivas iugoslavos por realizações notáveis em seu trabalho profissional. A ordem foi concedida um total de 121 vezes até 1987. Após a dissolução da Iugoslávia, a decoração foi descontinuada. 
Junto com a ordem, o destinatário recebia o título de Herói do Trabalho Socialista (em servo-croata:  Junak socijalističkog rada / Јунак социјалистичког рада, em esloveno:  Junak socialističnega dela, em macedônio/macedónio:  Jунак на социјалистичката работа). 

## História
A Ordem do Herói do Trabalho Socialista foi formalmente estabelecida em 8 de dezembro de 1948 como o equivalente iugoslavo ao título soviético de Herói do Trabalho Socialista. A ordem foi oficialmente concedida pelo Presidente da Iugoslávia. 
O primeiro destinatário da ordem foi Moša Pijade, em 1949. Apenas duas pessoas receberam a ordem duas vezes: Edvard Kardelj (em 1955 e postumamente em 1979) e Đuro Pucar (em 1959 e postumamente em 1979). Cinco mulheres receberam o prémio – Spasenija Cana Babović, Anka Berus, Lidija Šentjurc, Vida Tomšič e Ida Sabo. O único estrangeiro que recebeu o prêmio foi o presidente da Romênia e secretário-geral do Partido Comunista Romeno, Nicolae Ceaușescu, que recebeu o prêmio em janeiro de 1978.
A Lei sobre condecorações foi alterada em 1976, quando os critérios para a atribuição da Ordem do Herói do Trabalho Socialista foram definidos como "Por muitos anos de trabalho reconhecido e serviços notáveis no desenvolvimento da Iugoslávia e na construção de uma sociedade socialista autônoma". 

## Destinatários
Em 31 de dezembro de 1968, a Ordem do Herói do Trabalho Socialista foi concedida 36 vezes.  A Ordem foi concedida um total de 121 vezes até 1987. Alguns dos destinatários notáveis são:
- Moša Pijade - concedido em 31 de dezembro de 1949[7][8]
- Josip Broz Tito - concedido em 27 de abril de 1950[9][8]
- Boris Kidrič - concedido em abril de 1950[10][8]
- Liga da Juventude Socialista da Iugoslávia - concedido em 6 de março de 1953[11]
- Miroslav Krleža - concedido em 2 de março de 1953[12][13]
- Aleksandar Ranković - concedido em maio de 1954[14]
- Đuro Salaj - concedido em 16 de maio de 1956[15]
- Pavle Gregorić - concedido em outubro de 1957[16][17]
- Franc Leskošek - concedido em 8 de dezembro de 1957[18]
- Đuro Pucar - concedido em 12 de dezembro de 1959[19] e novamente em 14 de abril de 1979 (postumamente)[20]
- Rodoljub Čolaković - concedido em 7 de junho de 1960[21]
- Miha Marinko - concedido em 7 de setembro de 1960[22]
- Josip Vidmar - concedido em 15 de outubro de 1960[23]
- Ivan Ribar - concedido em 24 de janeiro de 1961[24]
- Em abril de 1961, a Ordem do Herói do Trabalho Socialista foi concedida, entre outras coisas:[25][26]
  - Vladimir Bakarić
  - Ivan Gošnjak
  - Blažo Jovanović
  - Lazar Koliševski
  - Petar Stambolić
  - Jovan Veselinov
  - Veljko Vlahović
  - Svetozar Vukmanović
- Em 3 de julho de 1963, a Ordem do Herói do Trabalho Socialista foi concedida a:[27]
  - Spasenija Babović
  - Anka Berus
- Koča Popović - concedido em março de 1968[28]
- Krste Crvenkovski - concedido em 31 de julho de 1969[29][30]
- Ljupčo Arsov - concedido em 19 de maio de 1970[31]
- Milentije Popović - concedido em 10 de maio de 1971 (postumamente)[32]
- Kosta Nađ - concedido em 14 de junho de 1971[33]
- Jakov Blažević - concedido em 24 de março de 1972[34]
- Vicko Krstulović - concedido em 29 de julho de 1972[35]
- Ivo Andrić - concedido em 10 de outubro de 1972[36][37]
- Đoko Pajković - concedido em 9 de dezembro de 1972[38]
- Cvijetin Mijatović - concedido em 7 de janeiro de 1973[39][40]
- Vida Tomšič - concedido em 10 de julho de 1973[41]
- Escópia - concedido em 24 de julho de 1973[42][43]
- Dušan Petrović Šane - concedido em 24 de junho de 1974[44]
- Vlado Janić - concedido em 23 de setembro de 1974[45]
- Ratomir Dugonjić - concedido em 8 de janeiro de 1976[46][47]
- Fadil Hoxha - concedido em 15 de março de 1976[48]
- Nikola Ljubičić - concedido em 6 de abril de 1976[49]
- Mika Špiljak - concedido em 8 de dezembro de 1976[50]
- Džemal Bijedić - concedido em 19 de janeiro de 1977 (postumamente)[51]
- Rudi Kolak - concedido em 31 de março de 1978[52]
- Nicolae Ceaușescu - concedido em 16 de novembro de 1978[53]
- Dobrivoje Vidić - concedido em 8 de janeiro de 1979[54]
- Pavle Savić - concedido em 12 de janeiro de 1979[55]
- Oskar Davičo - concedido em 19 de janeiro de 1979[56]
- Edvard Kardelj - concedido em 10 de fevereiro de 1979 (segunda vez, postumamente)[57]
- Stane Dolanc - concedido em 16 de maio de 1979[58]
- Miloš Minić - concedido em 21 de maio de 1979[59]
- Moma Marković - concedido em 21 de maio de 1979[60]
- Mitja Ribičič- concedido em 24 de maio de 1979[61]
- Mihailo Lalić - concedido em 26 de junho de 1979[62]
- Stevan Doronjski - concedido em 25 de setembro de 1979[63][64]
- Borko Temelkovski - concedido em 19 de dezembro de 1979[65][66]
- Dragoslav Marković - concedido em 27 de junho de 1980[67]
- Franjo Herljević - concedido em 22 de julho de 1980[68]
- Peko Dapčević - concedido em 22 de junho de 1981[69]
- Veljko Milatović - concedido em 4 de dezembro de 1981[70]
- Radovan Vlajković - concedido em 18 de novembro de 1982[71]
- Em 16 de janeiro de 1984, a Ordem do Herói do Trabalho Socialista foi concedida a:[72]
  - Hamdija Pozderac
  - Dragutin Kosovac
- Viktor Avbelj - concedido em 7 de maio de 1984[73]
- Emerik Blum - concedido em 31 de julho de 1984 (postumamente)[74]
- Veselin Đuranović - concedido em 22 de julho de 1985[75]
- Ali Šukrija - concedido em 25 de outubro de 1985[76]
- Branko Mamula - concedido em 22 de dezembro de 1985[77]
- Branko Pešić - concedido em 26 de janeiro de 1986[78]
- Ida Sabo - concedido em 23 de maio de 1986[79]
- Vlado Šegrt - concedido em 21 de novembro de 1986[80]
- Vidoje Žarković - concedido em 6 de julho de 1987[81]